# Solutréen
Pour les articles homonymes, voir Solutré.
Objets typiques
Feuille de laurier, feuille de saule, pointe à face plane, pointe à cran, aiguille à chas, propulseur
Le Solutréen est une culture préhistorique qui s'est développée en France et dans la péninsule Ibérique durant la deuxième moitié du Paléolithique supérieur, de 23 000 à 18 000 ans AP. Il tire son nom du site préhistorique de Solutré, en Saône-et-Loire. Il est précédé par le Gravettien (31 000 à 22 000 AP). Le Badegoulien (17 000 à 15 000) fait suite au Solutréen.

## Historique
Le solutréen a été défini en 1872 par Gabriel de Mortillet, sur la base de l'industrie lithique découverte en 1866 par Henry Testot-Ferry et Adrien Arcelin au pied de la Roche de Solutré, près de Mâcon (Saône-et-Loire).

## Chronologie
Le Solutréen se développe entre environ 23 000 et 18 000 ans avant le présent, c'est-à-dire pendant le dernier maximum glaciaire de la glaciation de Würm.
À cette époque, les températures annuelles moyennes dans les Alpes sont plus basses de 10 à 12 °C que les températures actuelles. Le niveau des mers est abaissé du fait de la grande quantité d'eau retenue dans les glaces continentales : il est alors inférieur de 125 mètres au niveau actuel. La poussière atmosphérique est très dense : sa concentration est jusqu'à 20 à 25 fois plus élevée qu'aujourd'hui.
Le Solutréen succède en France et en Espagne au Gravettien. Il est contemporain en France du Protomagdalénien. Il est suivi en Europe de l'Ouest par le Badegoulien, puis par le Magdalénien. En revanche, de l'Italie à l'Ukraine le Gravettien est suivi par l'Épigravettien, et ce jusqu'à l'arrivée du Mésolithique.

## Extension géographique
Si le Proto-Solutréen est présent au nord jusqu'en Grande-Bretagne (Gower, Creswell Crags) et en Belgique (Spy), les sites du Solutréen sont principalement connus :
Dans quelques sites du Bassin parisien
Les grottes d'Arcy-sur-Cure et un site à La Celle-Saint-Cyr, dans l'Yonne ; le lieu-dit les Bossats (Ormesson), en Seine-et-Marne ; et un gisement à Saint-Sulpice-de-Favières, en Essonne. Le climat plus au Nord était trop rigoureux pour que l'Homme pût y survivre.
Dans le sud-ouest de la France
L'abri de Laugerie-Haute et l'abri de Laussel à Marquay, et les gisements de Combe-Capelle à Saint-Avit-Sénieur, en Dordogne ; la grotte du Placard et le Roc-de-Sers, en Charente ; les grottes d'Isturitz et d'Oxocelhaya à Isturits, dans les Pyrénées-Atlantiques, Brassempouy, dans les Landes.
Dans la vallée du Rhône
La grotte Chabot et la grotte de la Salpêtrière dans le Gard, la Baume d'Oullins en Ardèche.
En Espagne
La grotte du Parpallo (province de Valence, communauté autonome valencienne).
Site de la Fontanilla sur Conil de la Frontera (province de Cadix), site à l'air libre et près de la ligne de côte actuelle – deux caractéristiques inhabituelles dans les sites solutréens ; et la grotte d'Ambrosio (es) (province d'Almeria), en Andalousie.
Les ossements animaux découverts dans les sites solutréens sont ceux de chevaux, rennes, mammouths, lions des cavernes, rhinocéros, ours et aurochs.

## Techniques
Le Solutréen se définit par un ensemble de techniques et d'outils lithiques nouveaux, avec des types ponctuels lithiques régionalement distincts interprétés comme une adaptation en réponse aux conditions climatiques difficiles et plus généralement comme une rupture des technologies gravettiennes. Le consensus dominant voit la tradition lithique solutréenne enracinée dans les technologies du Gravettien tardif d'Europe occidentale, qui avaient subi une dérive culturelle en raison de l'isolement des autres groupes et de la perturbation des réseaux paneuropéens étendus, de l'adaptation aux conditions climatiques difficiles et à la pression démographique.
Les hommes du Solutréen ont fait preuve d'une grande maîtrise des techniques de taille et en particulier du façonnage de pièces bifaciales très fines au percuteur tendre. La finition des outils en silex était assurée par la technique de la retouche couvrante par pression : les éclats de retouche ne sont pas détachés en percutant le silex mais en pressant très fortement son bord avec un outil en os, ce qui autorise une plus grande précision et une plus grande finesse du résultat. Dans certains cas, les silex étaient intentionnellement chauffés avant d'être retouchés afin d'améliorer leurs propriétés mécaniques.
C'est également à cette époque qu'apparaît le traitement par le feu, préalable au débitage et à la taille.
Ces techniques ont permis la confection de différents outils : pointes à face plane au Solutréen ancien, pièces bifaciales d'une grande finesse, appelées « feuilles de laurier » au Solutréen moyen, « feuilles de saule » et pointes à cran au Solutréen final. Le reste de l'outillage correspond au fond commun du Paléolithique supérieur : grattoirs, burins, perçoirs, lamelles à dos.
On en trouve des exemples sur le site des Maîtreaux, à Bossay-sur-Claise dans le bassin de la Creuse. Le Solutréen ancien à feuilles de laurier et le Solutréen moyen à pointes à cran se présentent en succession sur ce site de plein air. Probable atelier de taille à proximité d'une source de silex de qualité, il est considéré comme un site spécialisé complémentaire d'habitats de plus longue durée.
Les matières dures animales (os, bois de rennes) sont également couramment utilisées au Solutréen (lissoirs, percuteurs, armatures de sagaies, etc.). Deux inventions majeures semblent apparaitre à la fin du Solutréen, l'aiguille à chas et le propulseur.

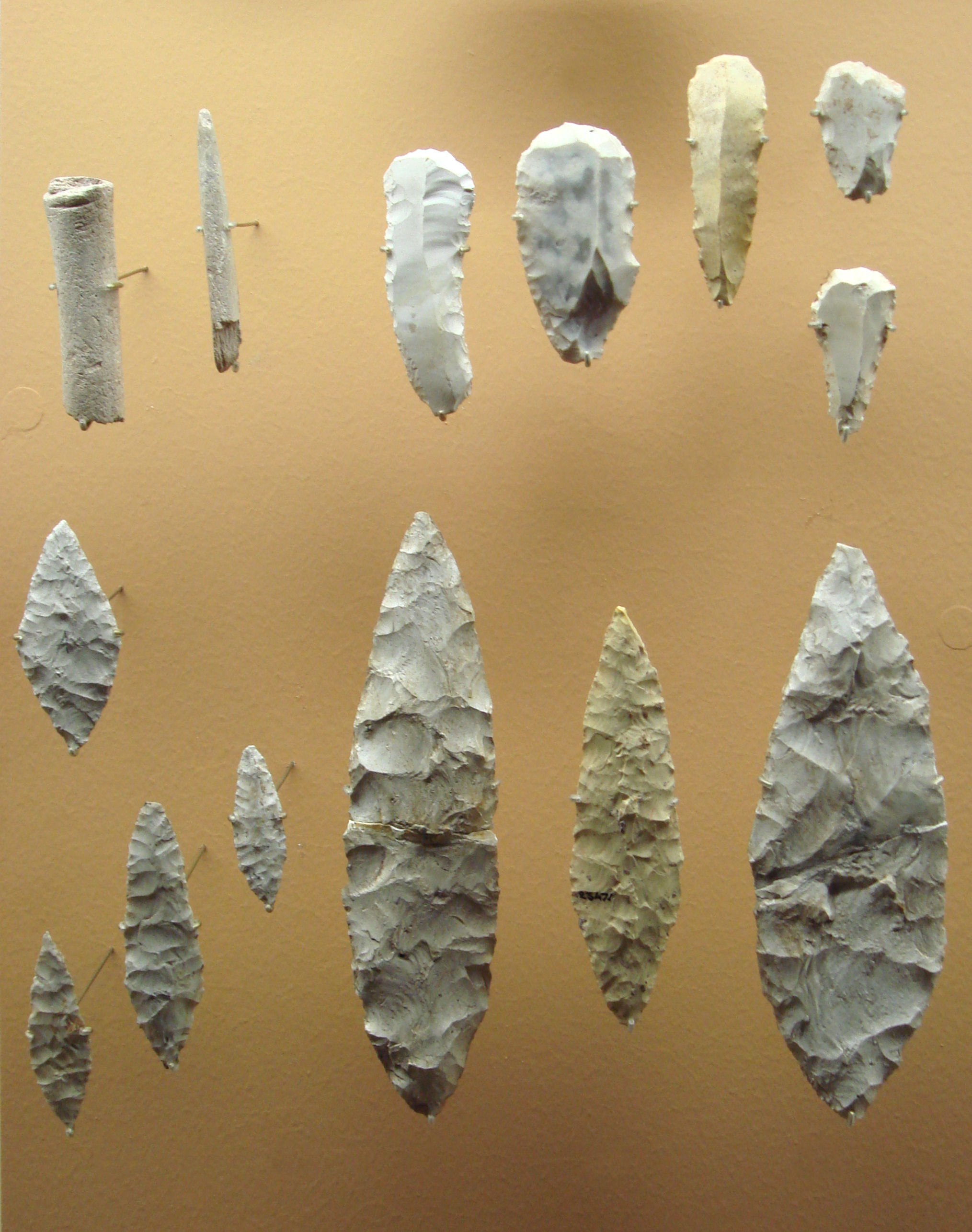
Outils solutréens, Cros du Charnier, Solutré-Pouilly, Saône-et-Loire, France
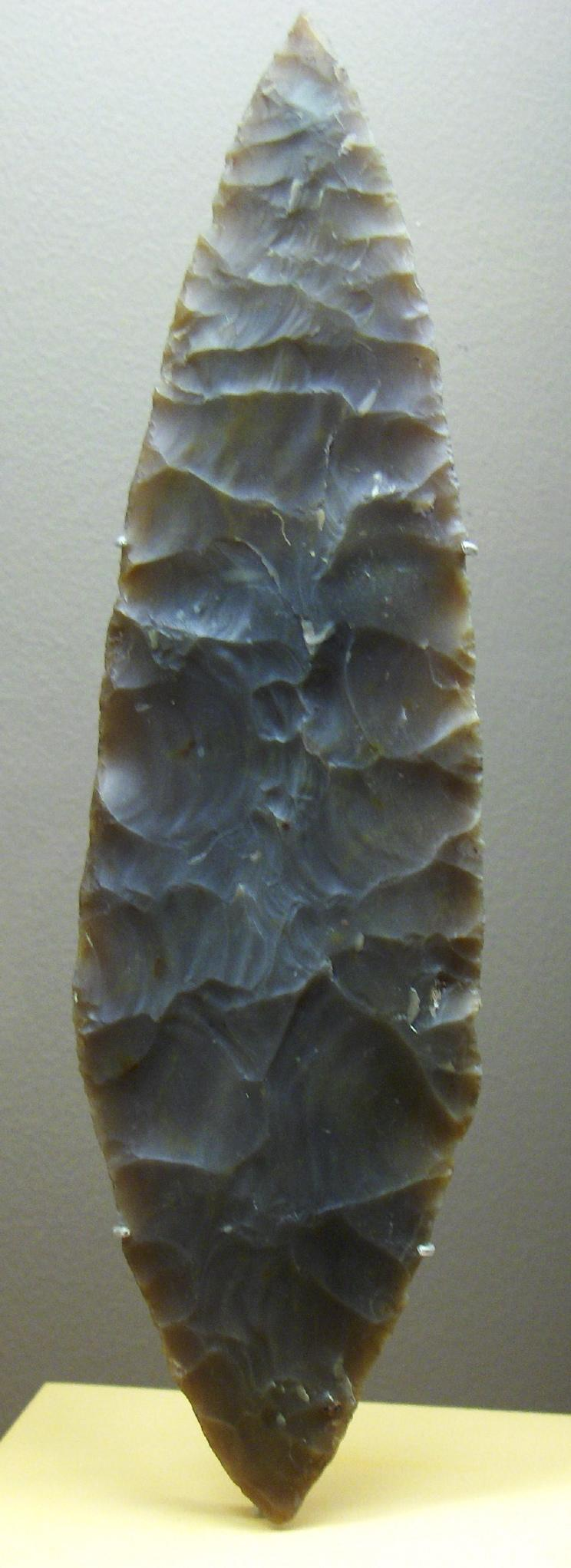
Feuille de laurier solutréenne
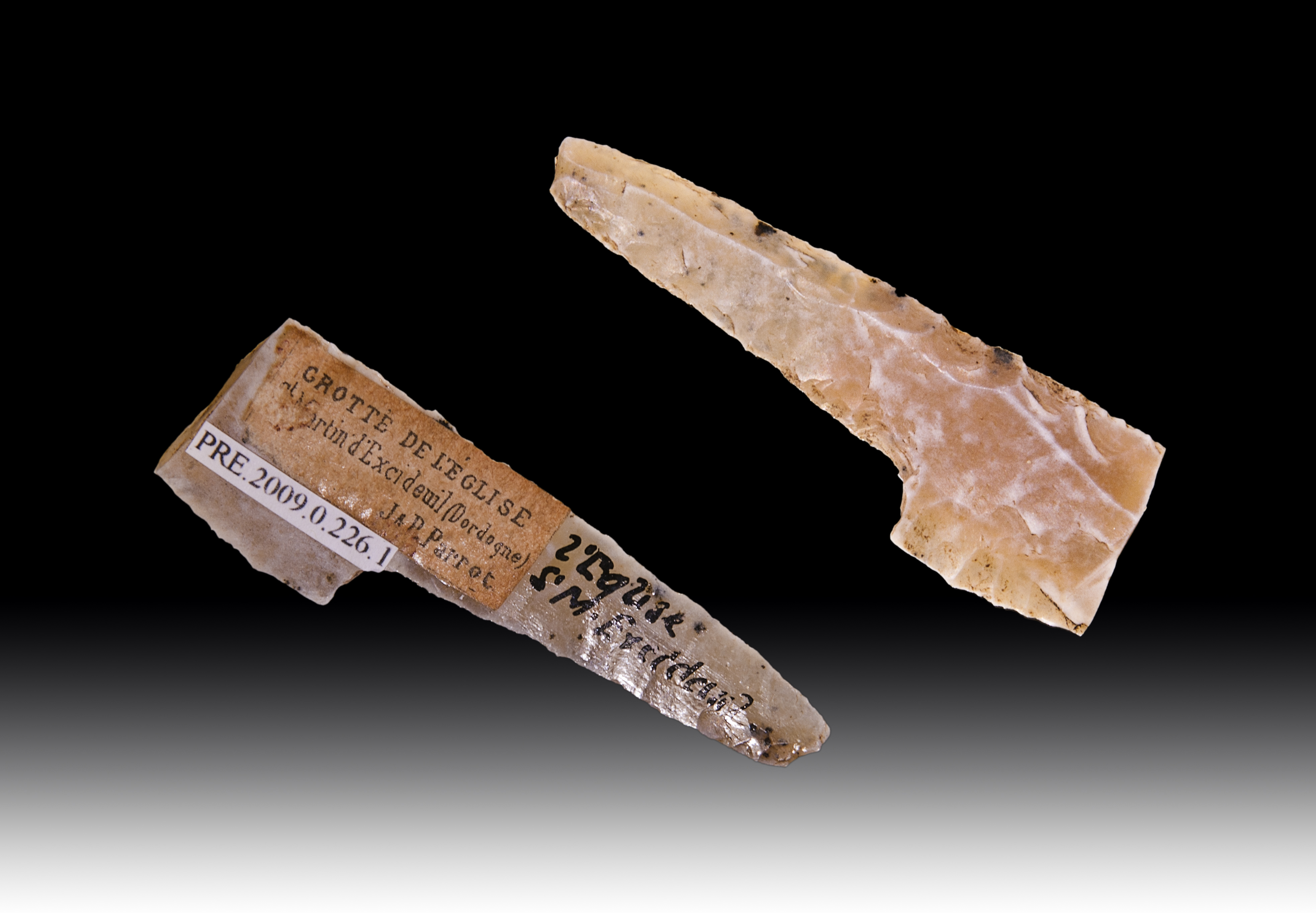
Fragment de pointe à cran solutréenne Muséum de Toulouse
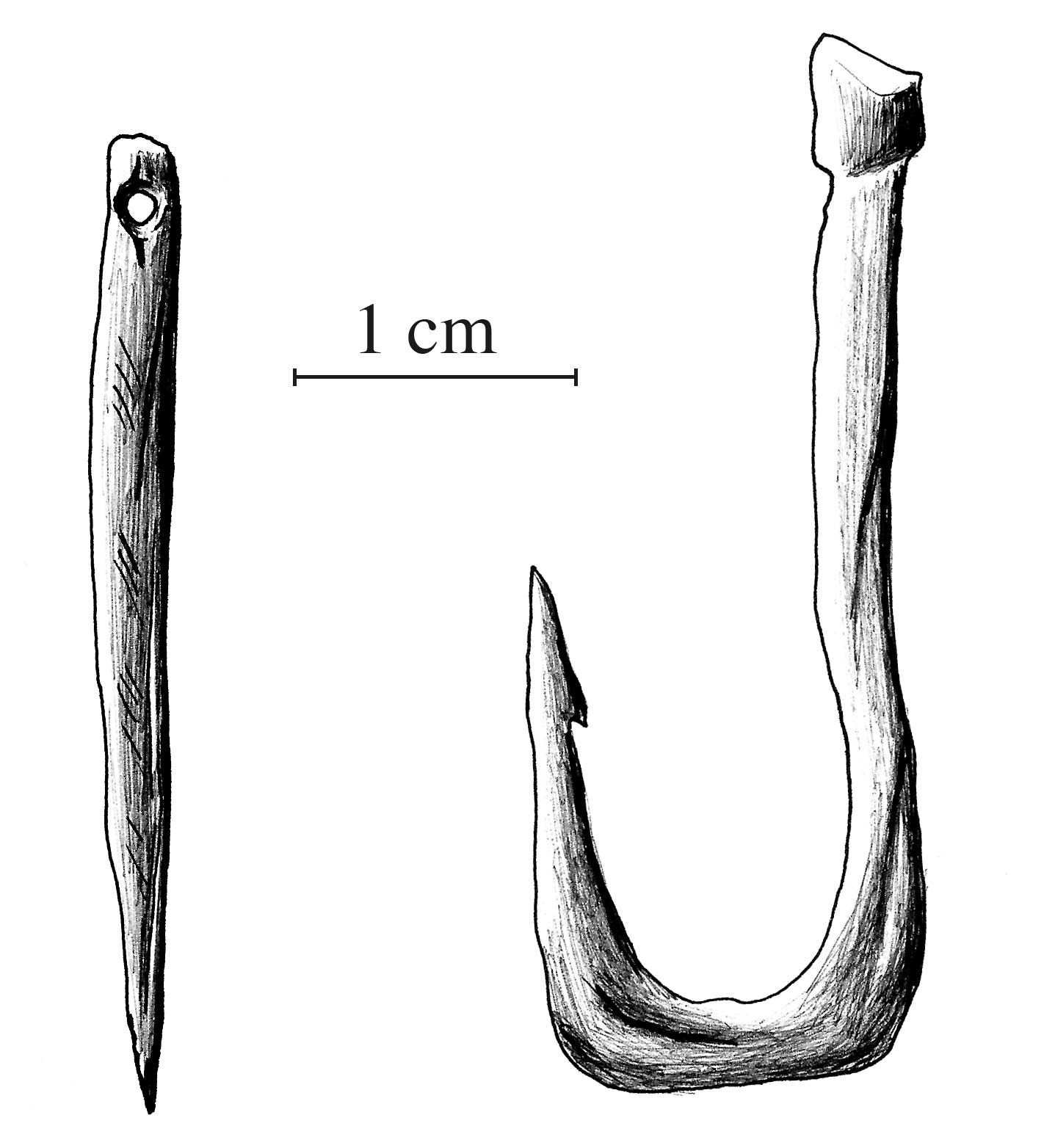
Aiguille à chas et hameçon, en os

## Art solutréen

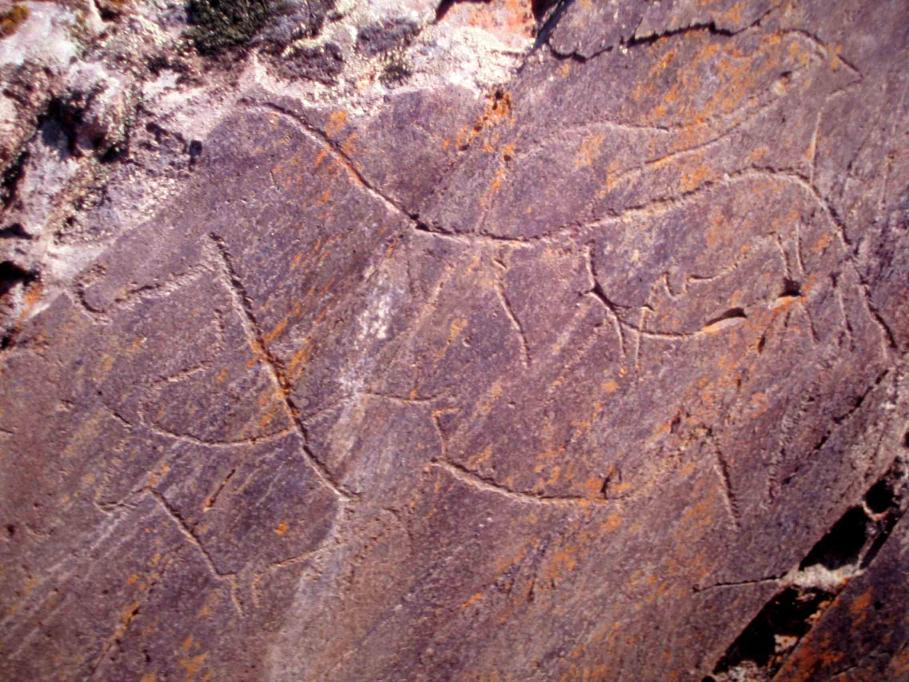
Art rupestre préhistorique de la vallée de Côa, Portugal

L'art pariétal solutréen est connu notamment par la frise sculptée du Roc-de-Sers et une partie des peintures de la grotte Cosquer. L'art rupestre de la vallée de Coâ au Portugal est également rattaché au Solutréen.
Une datation par le carbone 14 sur des déblais du Puits, dans la grotte de Lascaux, tendrait à vieillir les trois datations précédentes (17 000 ans AP), avec un âge estimé à 18 900 ans AP, ce qui attribuerait Lascaux au Solutréen. Cependant, il n'y a aucun objet solutréen dans l'unique couche archéologique de la grotte, mais seulement de très nombreux objets du Magdalénien II.

## Population et génétique
L'ascendance trouvée chez les individus associés à la culture aurignacienne précédente d'Europe centrale (ascendance GoyetQ116-1) a donné naissance à des individus associés au Gravettien d'Europe de l'Ouest et du Sud-Ouest. Cette ascendance dérivée - dénommée groupe « Fournol » - a survécu pendant le dernier maximum glaciaire (LGM) chez des individus associés au Solutréen, peut-être dans le refuge climatique franco-cantabrique, conduisant à des populations ultérieures associées à la culture magdalénienne (groupe GoyetQ2 et El Mirón).
Ainsi, le génome provenant d'un individu associé au Solutréen de Cueva del Malalmuerzo ((Moclín, Grenade) daté d'environ 23 000 ans AP montre une ascendance génétique qui relie directement les individus associés à l'Aurignacien avec une ascendance associée au Magdalénien post-LGM en Europe occidentale.

## Le Solutréen en Amérique?
Deux archéologues américains, Stanford et Bradley ont trouvé des similitudes entre l'industrie solutréenne et des outils lithiques un peu plus tardifs, trouvés sur plusieurs sites dans l'Est des États-Unis. Ils ont alors suggéré que les solutréens avaient traversé l'océan Atlantique durant le dernier maximum glaciaire en longeant la banquise par cabotage, à l'aide de techniques similaires à celles des Inuits actuels.
L'haplogroupe X de l'ADN mitochondrial, présent en Europe, l'est aussi chez certains peuples amérindiens du Nord-Est du continent américain, suggérant l'existence chez ces derniers d'une possible ascendance européenne. De plus, les ressemblances trouvées par certains linguistes entre le basque, langue pré-indoeuropéenne, et l'algonquin, iraient dans le sens de cette thèse. Cette hypothèse reste très controversée et minoritaire devenue célèbre sous le nom de « route d'Urdaneta », en contournant l'anticyclone d'Hawaï différents auteurs considèrant que les similitudes entre pièces bifaciales solutréennes et amérindiennes résultent de convergences morphologiques et techniques[style à revoir].
Des études génétiques publiées au cours des années 2000 et 2010 mettent en doute cette hypothèse. Les lignées du Nouveau Monde X2a et X2g ne seraient pas dérivées des lignées de l'Ancien Monde X2b, X2c, X2d, X2e et X2f, mais indiqueraient une origine précoce des lignées du Nouveau Monde, « probablement au tout début de leur expansion et de leur propagation à partir du Proche-Orient »,. Une étude de 2008 conclut que la présence de l'haplogroupe X en Amérique ne prouve pas une migration depuis l'Europe de la période solutréenne. La lignée de l'haplogroupe X dans les Amériques ne serait pas dérivée d'un sous-clade européen, mais représenterait plutôt un sous-clade indépendant, appelé X2a. Le sous-clade X2a n'a pas été trouvé en Eurasie et aurait pu émerger au sein de la population paléoindienne, il y a environ 13 000 ans. Une variante basale de X2a a été trouvée dans le fossile de l'Homme de Kennewick (daté d'environ 9 000 ans).